# Entedon incultus
Entedon incultus är en stekelart som beskrevs av Askew 1991. Entedon incultus ingår i släktet Entedon och familjen finglanssteklar.
Artens utbredningsområde är:
- Tyskland.
- Nederländerna.

Inga underarter finns listade i Catalogue of Life.